# بوشترانگه (بویانوواتس)
بوشترانگه (به صربی: Buštranje) یک روستا در صربستان است که در بوجانوواچ واقع شده‌است. بوشترانگه ۸۰ نفر جمعیت دارد.